# За ким заміжня співачка?
«За ким заміжня співачка?» («За кем замужем певица?») — радянський художній фільм 1988 року, знятий режисером Олегом Ніколаєвським на Свердловській кіностудії.

## Сюжет
Іноді для душі вона співає у хорі місцевої самодіяльності. Але одного разу до них у друкарню зайшов керівник міського фольклорного ансамблю, вони розговорилися, і він запропонував Ксенії прийти до нього на прослуховування. Вона приходить, репетирує з усіма, але на концерти її чомусь не випускають. Там же випадково вона знайомиться з одним спритним адміністратором, який збирає концертну бригаду та пропонує їй поїхати з ними на гастролі. Вона погоджується та круто змінює своє життя.

## У ролях
- Наталія Єгорова — Ксенія Миронова, працює у друкарні, мріє стати співачкою
- Олена Борзунова — Марійка, дочка Ксенії
- Юрій Лахін — Микола Кошелєв
- Володимир Хотиненко — Віктор Петрович Волобуєв
- Олександр Панкратов-Чорний — Геннадій Гладишев
- Раїс Галямов — роль другого плану
- Наталія Казначєєва — Люба, співробітниця Ксенії з друкарні
- Тетяна Клюєва — Вероніка Шустрова, Ніка
- В'ячеслав Жариков — Петрович
- Юрій Рудченко — Петрович, баяніст
- А. Байнова — епізод
- Ігор Бєлозьоров — епізод
- Євген Бугров — епізод
- Лариса Грибкова — епізод
- В. Дерун — епізод
- Я. Іллічов — епізод
- Б. Карбет — епізод
- А. Косирєва — епізод
- Н. Крапива — епізод
- В. Куликова — епізод
- Т. Льолік — епізод
- Людмила Ліпатникова — епізод
- Володимир Лисенков — епізод
- В. Мамін — епізод
- Л. Маміна — епізод
- Валентина Пімеєнок — епізод
- Валентина Попова — епізод
- А. Сєргєєва — епізод
- Володимир Суворов — епізод
- Тамара Теленкова — епізод
- Володя Чирков — епізод
- Надія Бабкіна — Надія, співачка, виконавиця народних пісень

## Знімальна група
- Режисер — Олег Ніколаєвський
- Сценарист — Юрій Рогозін
- Оператор — Ігор Лукшин
- Композитор — Євген Стіхін
- Художник — Владислав Расторгуєв